# 에일렌베르크-스틴로드 공리
수학에서 에일렌베르크-스틴로드 공리(영어: Eilenberg–Steenrod axioms)는 상대 호몰로지가 만족하는 다섯 개의 공리다.

## 역사
사무엘 에일렌베르크와 노먼 스틴로드가 1945년에 발표하였다.

## 정의
상대 호몰로지는 부분공간이 갖추어진 위상 공간의 범주 {\displaystyle \operatorname {Top^{2}} }에서 아벨 군의 범주 {\displaystyle \operatorname {Ab} }로 가는 일련의 함자 {\displaystyle H_{n}}과 이들 함자 사이의 자연 변환 {\displaystyle \partial _{n}\colon H_{n}\to H_{n-1}}로 구성된다.
이 데이터가 보통 호몰로지 이론(영어: ordinary homology theory)을 이루려면, 다음과 같은 다섯 개의 공리를 만족해야 한다. 만약 차원 공리를 제외한 나머지 공리들을 만족시지만 차원 공리는 성립하지 않는다면, 이를 특수 호몰로지 이론(영어: extraordinary homology theory)이라고 한다.
1. (호모토피 불변성) {\displaystyle g,h\colon (X,A)\to (Y,B)}가 서로 호모토픽하다면, {\displaystyle H_{\bullet }(f)=H_{\bullet }(g)}이다. 즉, 이 함자는 부분집합이 갖추어진 위상 공간과 그 호모토피들의 범주 {\displaystyle \operatorname {hTop^{2}} }에 정의된다.
2. (절단 정리) {\displaystyle \operatorname {cl} (U)\subset \operatorname {int} (A)}라면 {\displaystyle H_{\bullet }(X,A)=H_{\bullet }(X\setminus U,A\setminus U)}이다.
3. (차원 공리) {\displaystyle P}가 점 하나만을 포함한 위상 공간이라고 하자. 그렇다면 {\displaystyle n\neq 0}인 경우 {\displaystyle H_{n}(P,\varnothing )=0}이다.
4. (가법성) {\displaystyle X=\bigsqcup _{\alpha }X_{\alpha }}가 집합들의 서로소 합집합이라고 하자. 그렇다면 {\displaystyle H_{\bullet }(X,\varnothing )=\bigoplus _{\alpha }H_{\bullet }(X_{\alpha },\varnothing )}이다.
5. (완전성) 다음과 같은 완전열이 존재한다.

{\displaystyle \cdots \to H_{n}(A,\varnothing )\to H_{n}(X,\varnothing )\to H_{n}(X,A)\to H_{n-1}(A,\varnothing )\to H_{n-1}(X,\varnothing )\to H_{n-1}(X,A)\to \cdots }.
이와 유사하게 보통 코호몰로지 이론 및 특수 코호몰로지 이론도 정의할 수 있다.

## 예
흔히 다루는 특이 호몰로지, 체흐 코호몰로지, 드람 코호몰로지 등은 보통 (코)호몰로지 이론이다. K이론은 특수 코호몰로지 이론의 한 예다.

## 같이 보기
- 지그재그 보조정리